# Бугар, Имрих
Имрих Бугар (словац. Imrich Bugár; 14 апреля 1955, Охради) — чехословацкий метатель диска, выступал за сборные Чехословакии и Чехии в конце 1970-х — начале 1990-х годов. Серебряный призёр летних Олимпийских игр в Москве, чемпион мира, чемпион Европы, победитель многих соревнований национального и международного значения. Обладатель действующего национального рекорда Чехии в метании диска.

## Биография
Имрих Бугар родился 14 апреля 1955 года в деревне Охради Трнавского края Чехословакии, имеет венгерские корни. Активно заниматься лёгкой атлетикой начал с раннего детства, проходил подготовку в Братиславе в спортивном клубе «Интер» и позже в Праге в клубе «Дукла».
Первого серьёзного успеха на взрослом международном уровне добился в 1978 году, когда попал в основной состав чехословацкой национальной сборной и побывал на домашнем чемпионате Европы в Праге, откуда привёз награду бронзового достоинства — в программе метания диска уступил только немцу Вольфгангу Шмидту и финну Маркку Туокко. В этом сезоне Бугар впервые выиграл первенство Чехословакии и впоследствии удерживал чемпионский титул в течение многих лет, становясь чемпионом страны в общей сложности 13 раз. Благодаря череде удачных выступлений удостоился права защищать честь страны на летних Олимпийских играх 1980 года в Москве — завоевал здесь серебряную олимпийскую медаль, проиграв только советскому метателю диска Виктору Ращупкину.
В 1982 году в метании диска Бугар одержал победу на европейском первенстве в Афинах и по итогам сезона был признан лучшим спортсменом страны. Год спустя на мировом первенстве в Хельсинки вновь взял верх над всеми своими соперниками и удостоился золотой награды. Рассматривался как основной кандидат на участие в Олимпиаде 1984 года в Лос-Анджелесе, однако Чехословакия вместе с несколькими другими странами социалистического лагеря по политическим причинам бойкотировала эти соревнования. В 1985 году на соревнованиях в Сан-Хосе метнул диск на 71,26 метра, установив тем самым национальный рекорд, который до сих пор не побит ни одним чешским атлетом.
На чемпионате Европы 1986 года в немецком Штутгарте Имрих Бугар занял восьмое место, кроме того, выступил на Играх доброй воли в Москве, где остановился в шаге от призовых позиций, став четвёртым. В следующем сезоне на мировом первенстве в Риме был седьмым. Будучи одним из лидеров чехословацкой национальной сборной, благополучно прошёл квалификацию на Олимпийские игры 1988 года в Сеуле, нёс знамя своей страны на церемонии открытия, но в итоге показал среди метателей диска лишь двенадцатый результат.
После сеульской Олимпиады Бугар остался в основном составе легкоатлетической команды Чехословакии и продолжил принимать участие в крупнейших международных соревнованиях. Так, в 1990 году он занял седьмое место на чемпионате Европы в югославском Сплите, в 1991 году выступил на чемпионате мира в Токио, но не смог пробиться здесь даже в финальную стадию. Позже прошёл отбор на Олимпийские игры 1992 года в Барселоне — расположился в итоговом протоколе на двадцатой строке, не сумел преодолеть квалификационный раунд.
Когда Чехословакия распалась, Бугар принял чешское гражданство и ещё в течение нескольких лет представлял на международных турнирах национальную сборную Чехии. В частности, он выступал на чемпионате мира 1993 года в Штутгарте и на чемпионате Европы 1994 года в Хельсинки, но без особых успехов. Вскоре по окончании этих соревнований принял решение завершить карьеру профессионального спортсмена, уступив место в сборной молодым чешским атлетам.